# Jorge Carlos Fonseca
Jorge Carlos Fonseca (Mindelo, 20 ottobre 1950) è un politico capoverdiano, presidente di Capo Verde dal settembre 2011 al novembre 2021.
Esponente del Movimento per la Democrazia, è stato eletto a seguito delle elezioni presidenziali del 2011. Viene riconfermato alle elezioni del 2016.

## Opere
- L'inchiostro seduttore delle mie notti (2021, Tuga Edizioni - testo a fronte, trad. Carlo Giacobbe - ISBN 978-88-99321-35-2).